# 勒泽讷
勒泽讷（法語：Lezennes，法語發音：[ləzɛn]）是法国上法蘭西大區北部省的一个市镇，位于该省中部，里尔市区东南，属于里尔区和里尔欧洲都会区。

## 地理
勒泽讷（50°36'52"N, 3°6'48"E）面积2.14 平方千米，位于法国上法蘭西大區北部省，该省份为法国最北部的省份及最长的省份，西北濒北海，西接加来海峡省，南至埃纳省和索姆省，东与比利时接壤。
与勒泽讷接壤的市镇（或旧市镇、城区）包括：阿斯克新城、莱坎、里尔、龙尚。
勒泽讷的时区为UTC+01:00、UTC+02:00（夏令时）。

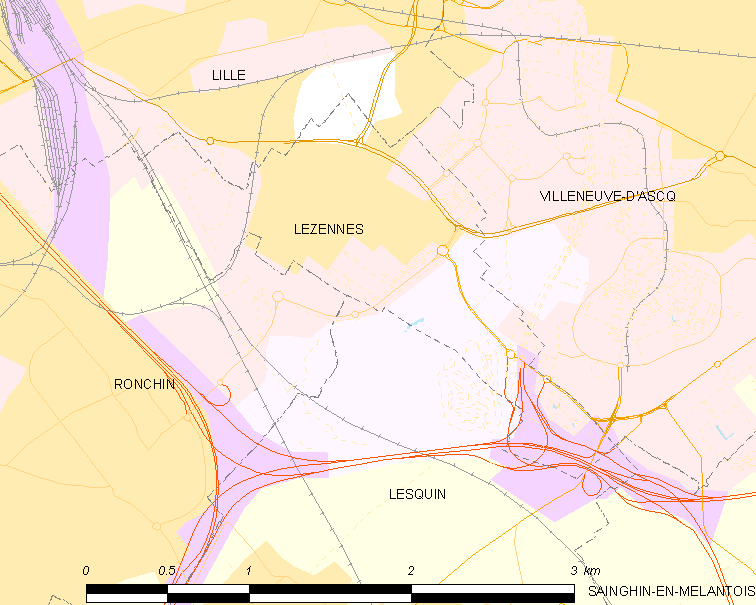
勒泽讷的OSM定位图

## 行政
勒泽讷的邮政编码为59260，INSEE市镇编码为59346。

## 政治
勒泽讷所属的省级选区为里尔第四县。

## 人口

1962-2008年间勒泽讷人口变化图示

勒泽讷于2022年1月1日时的人口数量为2966人。